# جون هاكسم
جون هاكسم (بالإنجليزية: John Huxham)‏ ـ (1692 ـ 10 أغسطس 1768) هو طبيب وجراح إنجليزي، اشتهر بدراسته للحميات. نشر «مقالة في الحميات» (بالإنجليزية: Essay on Fevers)‏ سنة 1750، وأهلته إسهاماته في الطب للحصول على ميدالية كوبلاي سنة 1755.